# 凤冠蜂鸟属
凤冠蜂鸟属（学名：Stephanoxis）是雨燕目蜂鸟科的一个属，包含以下2个物种：
- 绿凤冠蜂鸟 Stephanoxis lalandi
- 紫凤冠蜂鸟 Stephanoxis loddigesii